# Флаг Тейковского района
Флаг муниципального образования Те́йковский муниципальный район Ивановской области Российской Федерации — опознавательно-правовой знак, служащий официальным символом муниципального образования.
Флаг утверждён 30 января 2008 года и внесён в Государственный геральдический регистр Российской Федерации с присвоением регистрационного номера 3994.

## Описание
«Прямоугольное голубое полотнище с отношением ширины к длине 2:3, с изображением посередине фигур герба района: жёлтой сосны и по сторонам от неё каменного топора и весов, воспроизведённых белым и серым цветами».

## Символика
Флаг Тейковского муниципального района разработан на основе его герба.
Тейковский район одно из редких мест России, чья судьба по-настоящему многогранна и богата интересными значимыми событиями. Благоприятная природа стала залогом раннего освоения тейковских земель человеком: первые стоянки людей обнаружены археологами возле озера Сахтыш и относятся они к эпохе неолита, о чём на флаге района символизирует изображение каменного топора.
Жёлтая сосна на флаге — образ природного богатства района, его лесов полных различными зверями и птицами. Сосна, показанная целиком с корнями показывает, что именно природа стала основой, на которой зиждется благосостояние местных жителей. Жёлтый цвет (золото) — символ урожая, солнечного света и энергии, богатства и стабильности, почёта и уважения. Голубое полотнище дополняет символику природы, отражая водные ресурсы района. Здесь протекают реки Нерль, Ухтома, Вязьма; озера Сахтыш и Рубское — любимые места отдыха местных жителей.
Благодаря своему географическому положению и развитию промышленности Тейковский район всегда был одним из самых благополучных в области. Проходящие через центр района дороги на Ярославль, Иваново, Москву, Суздаль давали возможность быстрому и широкому распространению товаров тейковских мастеров. Эта особенность отражена в гербе весами.
Изображение каменного топора и весов на флаге также аллегорически символизирует связь поколений, бережное отношение к традициям, историческую преемственность. Многие места района связаны с людьми, чьи деяния стали историческим достоянием России. Среди них Дмитрий Пожарский, Александр Васильевич Суворов, Василий Матвеевич Шимановский, многочисленные представители известных дворянских родов: Татищевых, Вяземских, Олсуфьевых.
Белый цвет (серебро) — символ чистоты и совершенства, мира и взаимопонимания.